# Julian Bigelow
Julian Bigelow (Nutley, 1913 — Princeton, 21 de fevereiro de 2003) foi um pioneiro da engenharia de computação estadunidense.

## Vida
Bigelow nasceu em 1913 e obteve um mestrado no Instituto de Tecnologia de Massachusetts, edstudando engenharia elétrica e matemática. Durante a Segunda Guerra Mundial foi assistente de Norbert Wiener em pesquisas sobre sistemas automatizados de controle de tiro para defesa antiaérea. Bigelow foi coautor (com Wiener e Arturo Rosenblueth) de um dos artigos fundamentais sobre cibernética e teleologia, com o título "Behavior, Purpose and Teleology." Este artigo refletiu sobre a maneira como sistemas mecânicos, biológicos e eletrônicos podem se comunicar e interagir. Este artigo instigou a formação da Sociedade Teleológica e depois as Macy Conferences. Bigelow foi um membro ativo de ambas as onganizações.
Quando John von Neumann começou a construir um dos primeiros computadores digitais no Instituto de Estudos Avançados de Princeton, contratou Bigelow em 1946 como seu "engenheiro", seguindo recomendação de Wiener. Dyson (1997) argumenta que o computador que Bigelow construiu seguiu o projeto de von Neumann, chamado computador IAS, e não o ENIAC da Universidade da Pensilvânia ou o Colossus, concebido como parte do projeto de quebra de código do Bletchley Park na Inglaterra. Foi assim o primeiro computador com programa armazenado. Como von Neumann não patenteou o IAS e o descreveu em diversos escritos, em pouco tempo 15 clones dele foram construídos. Quase todos os computadores de uso geral depois construídos são reconhecidos como influenciados pelo projeto do IAS.
Bigelow morreu em 21 de fevereiro de 2003 em Princeton.